# Visconde de São Torquato
Visconde de São Torquato é um título nobiliárquico criado por D. Luís I de Portugal, por Decreto de 23 de Maio de 1870, em favor de Luís Augusto Perestrelo de Vasconcelos e Sousa.
Titulares
1. Luís Augusto Perestrelo de Vasconcelos e Sousa, 1.º Visconde de São Torquato.